# بكتيريا خضراء مزرقة (جنس)
جنس البكتيريا الخضراء المزرقة (الاسم العلمي: Cyanobacterium) هو جنس من البكتيريا الزرقاء.